# くにおのおでん
『くにおのおでん』は、1994年5月27日にテクノスジャパンから発売された、スーパーファミコン用落ち物パズルゲーム。くにおくんシリーズの一つである。
2003年7月にはウェブドゥジャパンよりiアプリ用ソフトとして配信されたほか、2021年6 月23日にはmedibaよりauスマートパス会員向けのアプリとして配信された。
くにおくんシリーズの大部分はアクションゲームであるが、本作は落ち物パズルという珍しい作品である。
対戦に使用可能なキャラクターは、「くにお」、「りき」、「ごだい」、「にしむら」、「はせべ」、「ももぞの」、そして「????」と名前が伏せられているキャラクターの7人。その他、対戦前後のアニメーションにて背景キャラクターとして「みさこ」「ごうだ」「ダブルドラゴン兄弟（りゅういち・りゅうじ）」「しんいち」「まみ」「とうどう」、『熱血格闘伝説』の「ダブルタイガー兄弟（とらいち・とらじ）」などが登場している（「みさこ」は物語の発端と言う事もあり、パッケージイラスト、OPにも出ている）。
上記のように登場人物は『ダウンタウンシリーズ』から出演しているが、唯一「みさこ」だけは『熱血高校ドッジボール部 サッカー編』（後年には『熱血硬派シリーズ』にも登場）からの出演であり、ある意味ではシリーズの枠を越えた共演作となっている。また、背景のモブキャラではあるが、「しんいち」も『熱血高校ドッジボール部』からの登場である。
なお、本作のエンディングBGMである、「Lover to Friend」のボーカル曲およびカラオケ曲を収録したミニCDが付属されていた(歌手は、桃園役の杉本沙織)。
ゲームデザインは白戸政男、甲斐浩二、音楽は飯塚千晶、片岡清美、上原麗子が担当した。
くにおくんを始めとする登場キャラクターがいわゆる「軟派」なキャラを演じていること、後述するようにシステムが様々な落ちものパズルゲームの模倣であることから、くにおくんシリーズのなかでも駄作と評されることがある。

## ストーリー
学園祭で、くにおはみさこが営業しているおでん屋の前を通り、売れ行きがあまりふるっていないのを感じる。
くにおは「ここで食べて救わなければ、熱血硬派の名がすたる」と、おでんを食べ始める。そこへ、りき、にしむらといったくにおくんシリーズおなじみのメンバーがおでん屋に集まり、1対1の大食い対決に発展していくのであった。

## 特徴
モードは一人用のスコアアタック、CPUとの対戦モード、対人戦モードの3つで、CPUとの対戦モードは実質ストーリーモードのようなものである。
タイトルにもあるとおり、ゲームに使うブロックは「おでんの具（登場する具は卵、こんにゃく、昆布、ちくわ、大根の5つ）」である。なお、システム上、具が消えることを「食べる」、同時大量消しを「大食い」、連鎖を「早食い」と表現する。CPUとの対戦では後から登場する対戦相手ほど大食い、早食いが得意とされている。
本作は、具を消す時の並べ方が2つあり、ゲーム開始前にどちらかを選択する。対戦モードでは、それぞれ異なるルールを選択することも可能。
くっつきルール
『ぷよぷよ』のように、同じ具を縦横に隣接させて、4つつなげる事で消す事ができる。
ちょくれつルール
『コラムス』のように、同じ具を3つ直列に縦、横、斜めのいずれかでそろえる事で消す事ができる。
連鎖、および具を消すために最低限必要な数を超える数で具を消す事（同時大量消し）により、相手側に妨害攻撃として「おでんの串」（くし）を送る事ができる。同時大量消しより連鎖の方が与えるダメージは大きい。串は、落下する位置に具があった場合、具を貫通し、具が無い場合は串がそのまま残る。落下位置にすでに串があった場合、積み重なる。串が貫通した具は通常通り串ごと消す事ができるが、串のみの場合は「からし」（後述）を使わないと消す事ができない。
画面の中央には「からしゲージ」があり、時間の経過でゆっくりたまっていく。難易度を低くしたり、具を早めに落とすなどの行動でゲージを速く溜める事ができる。ゲージが満タンになると、任意のタイミングで「からし」を使う事ができる。からしには3つの色があり、任意に切り替える事ができる。効果は以下の通り。
黄色のからし
接触した具とフィールド内にある同じ具を全て消す事ができる。串に接触させた場合は、串を全て消す。それだけでは相手側に串を送る事はできないが、からし使用で具が消えたことで連鎖が発生すると串による追加攻撃ができる。
赤のからし
黄色のからしと同様に接触した具をすべて消し、消した具の分だけ相手に串を送る。ただし、串を消すことはできない。
緑のからし
落とした場所に関係なく、からしゲージの溜めるスピードを速めることができる。
スコアアタックのモードでは、からしの他に「大皿」を選択する事ができる。大皿は、落下地点から下にある具を全て消す事ができる。

## キャスト
- くにお、ごだい、???? - 堀川りょう（当時は堀川亮名義）
- りき、にしむら - 郷里大輔
- はせべ、ももぞの - 杉本沙織（当時は鈴木砂織名義）

## 他機種版
| No. | タイトル                                                  | 発売日            | 対応機種                            | 開発元 | 発売元                 | メディア                                       | 型式 | 備考                             |
| --- | --------------------------------------------------------- | ----------------- | ----------------------------------- | ------ | ---------------------- | ---------------------------------------------- | ---- | -------------------------------- |
| 1   | テクノス ザ・ワールド くにおくん & アーケードコレクション | INT 2025年4月24日 | PlayStation 5 Nintendo Switch Steam | -      | アークシステムワークス | ダウンロード Switch専用ゲームカード UHD BD-ROM | -    | 海外ではオリジナルの翻訳版を配信 |